# Hangcsoui metró
A Hangcsoui metró (egyszerűsített kínai írással: 杭州地铁, hagyományos kínai írással: 杭州地鐵, pinjin: Hángzhōu Dìtiě) Kínában található Hangcsou városban és vonzáskörzetében. A metróhálózat hossza 2024 áprilisában 562 km, a metróvonalak száma 13 és az állomások száma 270 volt. Az első vonal 2012-ben nyílt meg.

## Forgalom
Az utasforgalom az elmúlt években az alábbi módon változott:
| 2017 | 339 900 000 |
| 2019 | 634 030 000 |